# 李密 (北朝)
李密（？—578年） ，字希邕，趙郡平棘（今河北趙縣）人，北朝大臣、醫學家。

## 生平
李密出自赵郡李氏西祖，是北魏东郡太守李伯应的孙子，辅国将军、凉州刺史、容城昭伯李煥之子。李密擅長醫學，曾親自醫治母病而成名。
爾朱兆為逆，李密追隨高歡起兵，封為并州刺史、容城縣侯，北齊文宣帝天保年間，授司空長史、散騎常侍，後為清河、廣平太守，銀青光祿大夫。贈殿中尚書、濟州刺史。